# フェルディナンド・コッポラ
フェルディナンド・コッポラ（Ferdinando Coppola, 1978年6月10日 - ）は、イタリア・ナポリ出身の元サッカー選手。現役時代のポジションはゴールキーパー。

## 経歴
地元のSSCナポリのユースで育ち、1998年にセリエAデビュー。2004-05シーズンにセリエBのアスコリ・カルチョでレギュラーポジションを掴みセリエA昇格に貢献すると、翌シーズンは初めてセリエAでフルシーズンを過ごす。
2006年夏にACミランに移籍したが出場機会はなく、レンタルや共同保有でセリエA下位やセリエBのクラブへの移籍が続いている。
2015年7月17日、エラス・ヴェローナFCに移籍した。2016年1月24日のジェノアCFC戦がヴェローナでのリーグ戦唯一の出場となった。2017年7月7日にクラブとの契約を1年延長。シーズン終了後、契約満了に伴いヴェローナを退団した。

## タイトル
ナポリ
- コッパ・イタリア・プリマヴェーラ（英語版）: 1996-97